# Самјуел Алито
Самјуел Ентони Алито млађи (енгл. Samuel Anthony Alito, Jr., Трентон, Њу Џерзи, САД, 1. април 1950) је придружени судија Врховног суда Сједињених Америчких Држава. Именовао га је Џорџ В. Буш 2006, након повлачења Сандре Деј О'Конор. Буш је прво номиновао Харијет Мирс, али се она повукла пошто је постало јасно да нема подршку у Сенату. Алитово именовање је потврђено у Сенату гласовима 58 сенатора, док их је 42 било против. Гласању је претходила дебата у којој су поједини сенатори из Демократске странке окарактерисали Алита као тврдолинијског конзервативца и упоредили га са Кларенсом Томасом и Робертом Борком. Сенатор Џон Кери неуспешно је покушао да опструише гласање.
Алито је 11. римокатолик и други судија италијанског порекла у Суду. Институт Като описао га је као конзервативног правника са либертаријанским тенденцијама.